# Weronika Negroni
Weronika Negroni z Binasco, również Weronika Negroni z Mediolanu (ur. 1445 w Binasco, zm. 13 stycznia 1497 w Mediolanie) – włoska augustianka (OSA), błogosławiona Kościoła katolickiego.
Mając 22 lata wstąpiła do klasztoru sióstr augustianek św. Marty w Mediolanie. 
Zmarła mając 52 lata w opinii świętości i została pochowana w kościele zakonnym. Po likwidacji klasztoru jej relikwie przeniesiono do rodzinnego Binasco.
Uznawana za świętą, nigdy nie została kanonizowana. Jej kult w klasztorze św. Marty zaaprobował Leon X w 1517. W Martyrologium Rzymskim została ujęta w 1690 roku przez papieża Aleksandra VIII.